# Сидерно

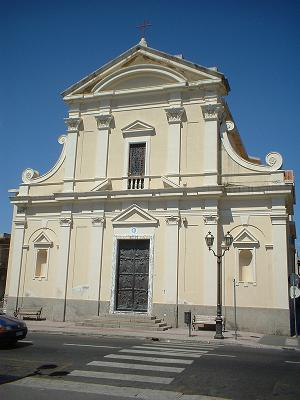
Храм Пресвятой Богородицы Портосальво (Chiesa di Portosalvo)

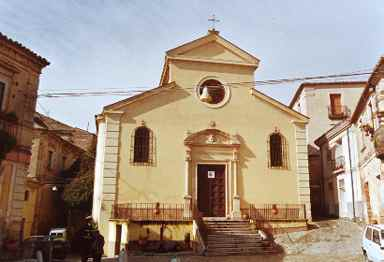
Храм Святителя Николая Мирликийского (Chiesa di San Nicola di Bari)

Сидерно (итал. Siderno) — город в Италии, располагается в регионе Калабрия, подчиняется административному центру Реджо-Калабрия.
Население составляет 17 371 человек (на 2004 г.), плотность населения составляет 584.8 чел./км². Занимает площадь 31 км². Почтовый индекс — 89048. Телефонный код — 0964.
Покровительницей коммуны почитается Пресвятая Богородица (Maria SS. di Portosalvo). Праздник ежегодно празднуется 8 сентября.